# Jay O'Brien
Jay O'Brien   (Nova York, 22 de febrer de 1883 - Palm Beach, 5 d'abril de 1940) va ser un pilot de bobsleigh estatunidenc que va competir durant les dècades de 1920 i 1930.
El 1928 va prendre part en els Jocs Olímpics de Sankt Moritz, on guanyà la medalla de plata en la prova de bobs a 5 formant equip amb Thomas Doe, David Granger, Jennison Heaton i Lyman Hine. Quatre anys més tard, als Jocs de Lake Placid guanyà la medalla d'or en la prova del bobs a 4 fent equip amb Billy Fiske, Edward Eagan i Clifford Gray.